# Lohgung
Lohgung is een bestuurslaag in het regentschap Lamongan van de provincie Oost-Java, Indonesië. Lohgung telt 3071 inwoners (volkstelling 2010).